# Tredjeholmen
Tredjeholmen är en ö i Finland. Den ligger i Finska viken och i kommunen Borgå i den ekonomiska regionen  Borgå i landskapet Nyland, i den södra delen av landet. Ön ligger omkring 28 kilometer öster om Helsingfors.
Öns area är 4,2 hektar och dess största längd är 330 meter i nord-sydlig riktning. Ön höjer sig omkring 20 meter över havsytan.